# Каяс (река)
Каяс — река на севере Республики Алтай, левый приток реки Майма. Протяжённость — около 8—9 км. Река берёт своё начало на северном склоне водораздела с рекой Соузга, в урочище Бердышева Заимка, далее протекает в северном направлении по территории Майминского района и впадает в реку Майма в городе Горно-Алтайск, у подножия горы Тугая. На берегу реки расположен одноимённый микрорайон Горно-Алтайска.